# 推定有罪 (前川洋一)
『推定有罪』（すいていゆうざい）は、前川洋一による推理小説。
冤罪によって12年間投獄された男、その家族、殺害された少女の遺族、冤罪を晴らした弁護士、筆禍を起こしたジャーナリスト、執拗な取り調べにより嘘の自白をさせてしまった刑事、冤罪の判決を下した裁判官、そして冤罪事件の裏に潜んだ政治権力と隠蔽。さまざまな立場から冤罪事件を立体的に描く社会派人間ドラマ。
WOWOW連続ドラマWでテレビドラマ化され、2012年3月より放映された。ドラマは2012年11月にDVD化された。

## あらすじ
加山清治はジャーナリスト。
篠塚良雄は、12年前に少女殺害事件の容疑者として逮捕され、裁判で有罪判決が下されて投獄されてしまう。12年を経て、石原弁護士の尽力により新たなDNA鑑定が実施され、篠塚の冤罪が立証された。石原は警察のずさんな捜査を非難、国を相手取った損害賠償請求へと動き出す。
執拗な取り調べによって篠塚に嘘の自白をさせてしまった刑事浅田は衝撃を受け、真実の解明のために独自での捜査を開始する。一方、篠塚が犯人だとする記事を書き続けて世論を煽ってしまった加山も衝撃を受け、冤罪事件究明のための取材を行うことを決意する。
12年間加害者家族として世間から強い迫害を受け続けてきた篠塚の家族、娘を殺されて今も苦しみ続ける被害者家族、それぞれあらためて事件関係者と接した浅田、加山は自身の行った行動が及ぼしたことの大きさを目の当たりにさせられる。
ある日、事件の真相を知るという桂木が加山に接近してきたことで、冤罪事件の解明が始まる。

## 主要登場人物
加山清治
ジャーナリスト。週刊潮流記者。12年前に篠塚良雄があたかも少女殺害の犯人であるかのような記事を書いた。
石原瑤子
敏腕弁護士。新たにDNA鑑定を行い、篠塚良雄の冤罪を証明した。篠塚を支援し、国を相手取った損害賠償請求へと動き出す。
篠塚良雄
無実の罪で12年間刑務所に服役していた。弁護士石原の支援により冤罪を勝ち取ったが、獄中にいる間に妻を亡くし、ひとり娘からは面会を拒否されたまま。

## 書籍情報
- 単行本〈講談社〉：2012年2月13日発行、ISBN 9784062170130

## テレビドラマ
2012年3月25日から2012年4月22日まで、WOWOW「連続ドラマW」枠で放送された。
主演は仲村トオル。共演は國村隼、黒木瞳。脚本監督は、連続ドラマW『空飛ぶタイヤ』(2009年)、『下町ロケット』(2011年)で高い評価を得た、前川洋一、鈴木浩介のコンビ。

### キャスト

#### 加山家と清治の仕事仲間
- 加山清治（週刊潮流記者、12年前に篠塚良雄が少女殺害の犯人であるかのような記事を書き続けた) - 仲村トオル
- 加山清治の妻 - 霧島れいか
- 加山舞 (清治の娘) - 伊藤綺夏
- 鳴瀬実 (カメラマン、加山の相棒、家族ぐるみの付き合い) - 中村俊介
- 坂井浩明 (週刊潮流編集長) - 松尾スズキ

#### 篠塚家とその支援者等
- 篠塚良雄（少女殺害事件で有罪判決を受け冤罪で服役していた男） - 國村隼
- 篠塚聡美 (良雄の服役中に病没) - 吉田羊
- 長田美保（良雄のひとり娘、保母として働く） - 本仮屋ユイカ
- 石原瑤子 (篠塚良雄の弁護士、新たにDNA鑑定をやり直して良雄の冤罪を証明する) - 黒木瞳
- 石原和樹 (瑤子の息子) - 川村亮介
- 太田佳苗 (篠塚良雄を支援する会代表) - 草笛光子
- 高村雄介 (美保の婚約者) - 中林大樹

#### 鈴木家
- 鈴木智子 (12年前に殺害された少女) - 毛利恋子
- 鈴木弘子 (智子の姉、週刊潮流営業部に所属) - ミムラ
- 鈴木則之 (弘子・智子の父) - 光石研
- 鈴木則之の妻 - 大塚良重

#### 捜査一課
- 浅田邦夫（捜査一課刑事、12年前に篠塚を誤認逮捕) - 陣内孝則
- 前畑吾郎（捜査一課刑事、浅田の後輩) - 袴田吉彦
- 浦井茂（捜査一課長、浅田の上司) - 柴俊夫

#### その他
- 吉田栄之助（内閣官房長官、12年前の事件当時は警察庁長官) - 竜雷太
- 吉田恵一 (栄之助の息子) - 森岡龍
- 栗林伸行（与党都議会議員、石原とは大学時代からの友人) - 相島一之
- 桂木尚人（少女殺害事件の情報を握っているとして石原、加山に接近） - 寺島進
- 平尾隆史 (元刑事、桂木の命を狙い続けている) - 池田成志
- 森本宏信 (判事、12年前に篠塚良雄に有罪判決を下した) - 中丸新将
- 記者 - 本田大輔、松田沙紀

### スタッフ
- 原作 - 前川洋一『推定有罪』（講談社刊）
- 監督 - 鈴木浩介
- 脚本 - 前川洋一
- 音楽 - 澤野弘之、和田貴史、とくさしけんご
- プロデュース - 青木泰憲、河角直樹
- 制作協力 - 国際放映[3]
- 製作著作 - WOWOW

### 放送日程
| 放送回 | 放送日  | サブタイトル |
| ------ | ------- | ------------ |
| 第1話  | 3月25日 |              |
| 第2話  | 4月01日 |              |
| 第3話  | 4月08日 |              |
| 第4話  | 4月15日 |              |
| 第5話  | 4月22日 |              |

| WOWOW 連続ドラマW                        | WOWOW 連続ドラマW                              | WOWOW 連続ドラマW                                 |
| 前番組                                   | 番組名                                         | 次番組                                            |
| ---------------------------------------- | ---------------------------------------------- | ------------------------------------------------- |
| 東野圭吾「分身」 (2012.2.12 - 2012.3.11) | 推定有罪 (2012.3.25 - 2012.4.22) 22:00 - 23:00 | 罪と罰 A Falsified Romance (2012.4.29 - 2012.6.3) |